# VIPoma
Un VIPoma, también conocido como síndrome de Verner Morrison por los dos médicos que lo descubrieron, es un tipo de tumor endocrino muy raro (aproximadamente 1/10.000.000 habitantes al año), originados habitualmente en el páncreas (90%) y que producen péptido intestinal vasoactivo (VIP en sus siglas inglesas). Está causado por las células no-β de los islotes pancreáticos y puede asociarse a una neoplasia endocrina múltiple tipo 1.
Las cantidades ingentes de VIP producidas producen diarrea acuosa crónica, que a su vez produce deshidratación, hipopotasemia y  aclorhidria (de ahí que también se le denomine cólera pancreática o síndrome WDHA por sus siglas en inglés -Watery Diarrhea and resultant dehydration, Hypokalemia, Achlorhydria-), así como acidosis, vasodilatación (rubor e hipotensión), hipercalcemia e hiperglucemia.

## Signos y síntomas
Las características más importantes del síndrome se producen por la diarrea (que puede perder entre 750 y 1000 mL/día) y los síntomas de hipopotasemia y deshidratación. La mitad de los pacientes tienen una diarrea relativamente constante, mientras que el resto tiene períodos alternantes de diarrea grave y moderada. En un tercio de los casos se llega al diagnóstico con una diarrea de menos de un año de duración, aunque en el 25% de los casos la diarrea llega a durar cinco años antes del diagnóstico correcto. Son síntomas frecuentes la somnolencia, debilidad muscular, náuseas, vómitos y dolor abdominal. La hipopotasemia y glucemia basal alterada ocurren en menos del 50% de los pacientes. La aclorhidria también puede aparecer. Durante los ataques de diarrea, aparece en raras ocasiones un rubor similar al del síndrome carcinoide.

## Diagnóstico
Además del cuadro clínico, los niveles elevados de VIP en sangre en ayunas pueden confirmar el diagnóstico. Una TC o una gammagrafía de receptores de somatostatina son útiles para localizar el tumor, que suele presentarse de forma metastásica.

## Tratamiento
El primer objetivo del tratamiento es corregir la deshidratación, habitualmente infundiendo líquidos de forma intravenosa para reemplazar aquellos que se pierden con la diarrea. El paso siguiente es evitar que se siga desarrollando. Para ello se utiliza el octreótido, una hormona sintética que bloquea la acción del VIP.
El mejor método para curarlo es eliminar quirúrgicamente el tumor. Si no se ha expandido a otros órganos, la cirugía es habitualmente curativa.

## Pronóstico
La cirugía cura habitualmente los vipomas. En cualquier caso, entre un tercio y la mitad de los pacientes presentan extensión del tumor en el momento del diagnóstico, por lo que la cirugía ya no es curativa.